# Calloporina diadema
Calloporina diadema är en mossdjursart som först beskrevs av William MacGillivray 1869.  Calloporina diadema ingår i släktet Calloporina och familjen Microporellidae. Inga underarter finns listade i Catalogue of Life.